# Paschalis I
Paschalis I, född i Rom, död 11 februari 824 i Rom, var påve från den 25 januari 817 till sin död, den 11 februari 824. Han vördas som helgon i Romersk-katolska kyrkan med festdag den 14 maj.

## Biografi
Pascale Massimi föddes i Rom som son till en Bonosus och Theodora. Han inträdde i kyrkans tjänst i unga år, och upptogs vid Lateranpalatset där han fick undervisning i att tjäna Gud och om Bibeln. Leo III utnämnde honom till abbot i klostret Santo Stefano Rotondo i Rom, och där tog han emot pilgrimer som vallfärdade till Rom. Vid Stefan IV:s död valdes han enhälligt till dennes efterträdare. Följande dag konsekrerades han och kröntes.
Han var stor ivrare för munkväsen och helgonkult. Hans historiska betydelse bygger på att påvedömet med honom inledde kampen att frigöra sig från beroendet av den världsliga makten, som då utövades av frankerna. I ett fördrag med Ludvig den fromme, det så kallade pactum Ludovicianum 817, lyckades han vinna erkännande av påvens suveränitet i Kyrkostaten och andra förmåner, om nu dokumentet i viktiga delar skulle vara en senare förfalskning. Ludvig gjorde emellertid snart åter den frankiska överhögheten över påven gällande. År 823 tvingades Paschalis att fria sig genom ed från en undersökning om ett mord som hade begåtts i det påvliga palatset. 

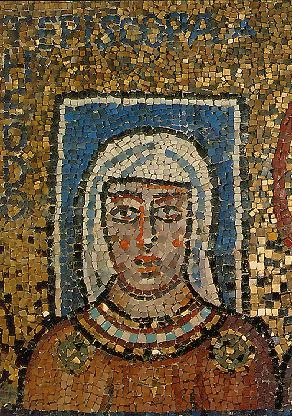
Pascalis mor Theodora. Mosaik i Zenonkapellet, Santa Prassede.

Under Paschalis pontifikat påbörjades den nordiska missionen och han utsåg ärkebiskop Ebo av Reims till påvlig legat till de nordiska länderna. Bildstriden bröt ut under hans pontifikat med förnyad styrka och ikonoklasterna försökte förgäves vinna över påven på sin sida. För dem som på grund av bildstriden tvingades gå i landsflykt och därför sökte sig till Rom, reste, restaurerade, och iordningställde han flera kyrkor och kloster, bland annat totalrenoverade han Santa Prassede, Santa Cecilia in Trastevere, och Santa Maria in Domnica. De många mosaikerna i basilikorna från denna tid vittnar om Roms ställningstagande i denna bildstrid. I Peterskyrkan lät han uppföra altaren och kapell, dit han lät föra reliker från katakomberna. I Liber Pontificalis återges hur han påträffade sankta Cecilias reliker. Koret i Santa Maria Maggiore förbättrades.
Paschalis I är begravd i kyrkan Santa Prassede i Rom, där han låtit uppföra mosaiken Episcopa Theodora som föreställer hans mor.